# Fernan Velho
Fernan Velho fue un trovador gallego o portugués del siglo XIII, autor de lírica galaicoportuguesa.

## Biografía
Existen diversas teorías sobre la identidad y origen de este autor. Por un lado, Carolina Michaëlis sostiene que pertenece a la linaje portuguesa de los Velho y lo identifica con uno de los hijos de Gonçalo Peres Velho. según esta propuesta, los trovadores Pêro Velho de Taveirós y Paio Soares de Taveirós serían antepasados suyos, además de ser hermano del también trovador Johan Vello de Pedrogaez. Sin embargo, esta identificación no cuadra con la posición que ocupa en los cancioneros ni con algunas referencias de su obra, ya que su cronología sería bastante tardía al ser documentado vivo aún en el año 1368.
António Resende de Oliveira rechaza la propuesta de Michaëlis, basándose en su posición en los cancioneros y en la ambigüedad de la carta de legitimación de 1320 sobre los hijos de Gonçalo Peres Velho. Resende de Oliveira lo identifica con un Fernan Velho documentado en 1294, posiblemente originario de la localidad gallega de Vivero. Además hay documentado un Fernan Velho en 1269 por un litigio que tiene con el abad del monasterio de San Clodio. En este documento se deduce que actuaba en nombre del merino mayor de Galicia, además en la contabilidad de 1290 de Sancho IV aparece un pago a su hermano, por tanto este Fernan Velho sería el más cercano a la corte castellana.
Por las referencias de su cantiga de escarnio a María la Balteira estuvo activo en la corte de Alfonso X, así mismo tuvo relación con Johan García Guilhade, Vasco Pérez Pardal, Johan Vasquiz de Talaveira y Pai Gómez Charinho.

## Obra
Se conservan once obras: nueve cantigas de amor, una cantiga de amigo y una cantiga de escarnio y maldecir.